# Cantón de Saillagouse
El cantón de Saillagouse era una división administrativa francesa, que estaba situada en el departamento de Pirineos Orientales y la región de Languedoc-Rosellón.

## Composición
El cantón estaba formado por veintiuna comunas:
- Angoustrine-Villeneuve-des-Escaldes
- Bourg-Madame
- Dorres
- Égat
- Enveitg
- Err
- Estavar
- Eyne
- Font-Romeu-Odeillo-Via
- Latour-de-Carol
- Llo
- Nahuja
- Osséja
- Palau-de-Cerdagne
- Porta
- Porté-Puymorens
- Saillagouse
- Sainte-Léocadie
- Targassonne
- Ur
- Valcebollère

## Supresión del cantón de Saillagouse
En aplicación del Decreto n.º 2014-262 de 26 de febrero de 2014, el cantón de Saillagouse fue suprimido el 22 de marzo de 2015 y sus 21 comunas pasaron a formar parte del nuevo cantón de Los Pirineos Catalanes.